# Jump Back: The Best of The Rolling Stones
Jump Back: The Best of The Rolling Stones – siódmy album kompilacyjny brytyjskiej grupy The Rolling Stones, ukazał się 22 listopada 1993 (w USA – 24 sierpnia 2004) i zremasterowany oraz ponownie wydany w 2009.
W Polsce składanka uzyskała status platynowej płyty.

## Lista utworów
1. "Start Me Up" – 3:34
2. "Brown Sugar" – 3:48
3. "Harlem Shuffle" (Bob Relf, Ernest Nelson) – 3:24
4. "It's Only Rock 'n' Roll (but I Like It)" – 5:07
5. "Mixed Emotions" – 3:59
  - Wersja zedytowana
6. "Angie" – 4:31
7. "Tumbling Dice" – 3:45
8. "Fool to Cry" – 4:06
  - Wersja zedytowana
9. "Rock and a Hard Place" – 4:11
  - Wersja zedytowana
10. "Miss You" – 3:34
  - Wersja zedytowana
11. "Hot Stuff" – 3:30
  - Wersja zedytowana
12. "Emotional Rescue" – 5:39
13. "Respectable" – 3:07
14. "Beast of Burden" – 3:28
  - Wersja zedytowana
15. "Waiting on a Friend" – 4:35
16. "Wild Horses" – 5:43
17. "Bitch" – 3:36
18. "Undercover of the Night" – 4:33

## Listy przebojów

### Album
| Rok  | Lista             | Pozycja |
| ---- | ----------------- | ------- |
| 1993 | UK Top 75 Albums  | 16      |
| 1994 | UK Top 75 Albums  | 21      |
| 1995 | UK Top 75 Albums  | 21      |
| 1996 | UK Top 75 Albums  | 65      |
| 1999 | UK Top 75 Albums  | 57      |
| 2002 | UK Top 75 Albums  | 27      |
| 2004 | The Billboard 200 | 30      |
| 2005 | The Billboard 200 | 115     |
| 2006 | The Billboard 200 | 173     |